# 常州工学院延陵学院
常州工学院延陵学院，是常州工学院举办的普通全日制本科公有民办二级学院。

## 历史
- 1998年，批准成立，为公有民办二级学院；
- 2014年起，停止招生。

## 专业设置
- 机械设计制造及其自动化
- 材料成型及控制工程(计算机辅助模具设计与制造)
- 电子信息工程
- 电气工程及其自动化
- 自动化
- 电子科学与技术
- 通信工程
- 土木工程
- 土木工程(项目管理)
- 测控技术与仪器
- 光电信息工程
- 化学工程与工艺(工业分析与质检技术)
- 汽车服务工程
- 计算机科学与技术(计算机应用)
- 土木工程(项目管理)
- 测控技术与仪器(检测技术与质量工程)
- 国际经济与贸易
- 工商管理
- 工商管理(现代旅游)
- 物流管理
- 市场营销
- 财务管理
- 财务管理(公司理财)
- 电子商务
- 英语(外贸、翻译、科技英语)
- 日语(国际贸易)
- 艺术教育(媒体语言艺术)
- 工业设计
- 动画
- 艺术设计(环境艺术设计、平面艺术设计)
- 艺术设计(公共艺术设计)